# Bathythrix narangae
Bathythrix narangae là một loài tò vò trong họ Ichneumonidae.